# Campeonato Gibraltino de Futebol de 2014–15
A  Gibraltar Premier Division de 2014-15 (conhecida como a Premier Division Argus Insurance por razões de patrocínio) é a edição número 116 do torneio nacional amador de futebol da liga em Gibraltar desde a sua criação - o nível mais alto do futebol em Gibraltar. O campeonato será disputado por oito clubes, como no ano passado, um requisito para a entrada nas competições da UEFA. O Lincoln Red Imps sagrou-se campeão dessa temporada, conquistando seu vigésimo troféu da competição. Agora, o clube é o atual tridecacampeão.

## Formato
Nessa temporada, as equipes jogarão entre si 3 vezes. Para cada confronto uma equipe mandante é nomeada, mas todos os jogos são realizados no Victoria Stadium. Uma curiosidade sobre essa temporada é que não houve o rebaixamento das equipes. A intenção do não rebaixamento é aumentar o número de participantes da primera divisão de 8 para 10 equipes.

## Participantes
| Clube                        | Temporada 2013-14          | Fornecedor | Patrocinador master     |
| ---------------------------- | -------------------------- | ---------- | ----------------------- |
| College Europa Football Club | 4° colocado na 1ª Divisão  | Nike       | Cancer Relief Gibraltar |
| Britannia XI                 | Campeão da 2ª Divisão      | Joma       | O'Reillys English Pub   |
| Glacis United                | 5° colocado na 1ª Divisão  | Nike       |                         |
| Lincoln Red Imps             | Campeão da 1ª Divisão      | Joma       | OSG Security            |
| Lions Gibraltar              | 6° colocado na 1ª Divisão  | Erreà      | Mitsubishi              |
| Lynx                         | 3° colocado na 1ª Divisão  | Adidas     | Trends                  |
| Manchester 62                | Vice-campeão da 1ª Divisão | Joma       | CEPSA GIB               |
| St Joseph's                  | 7° colocado na 1ª Divisão  | Adidas     | Bonmilk                 |

## Classificação
| Pos | Equipes                        | Pts | J  | V  | E | D  | GM | GS | SG  | Classificação ou rebaixamento                               |
| --- | ------------------------------ | --- | -- | -- | - | -- | -- | -- | --- | ----------------------------------------------------------- |
| 1   | Lincoln Red Imps               | 58  | 21 | 19 | 1 | 1  | 80 | 12 | +68 | 1ª pré-eliminatória da Liga dos Campeões da UEFA de 2015–16 |
| 2   | College Europa Football Club↑¹ | 42  | 21 | 12 | 6 | 3  | 42 | 14 | +28 | 1ª pré-eliminatória da Liga Europa da UEFA de 2015-16       |
| 3   | St Joseph's                    | 38  | 21 | 12 | 2 | 7  | 36 | 18 | +18 |                                                             |
| 4   | Lynx                           | 38  | 21 | 10 | 8 | 3  | 36 | 18 | +18 |                                                             |
| 5   | Manchester 62                  | 27  | 21 | 7  | 6 | 8  | 22 | 25 | -3  |                                                             |
| 6   | Glacis United                  | 15  | 21 | 4  | 3 | 14 | 14 | 50 | -36 |                                                             |
| 7   | Britannia XI                   | 9   | 21 | 2  | 3 | 16 | 13 | 67 | -54 |                                                             |
| 8   | Lions Gibraltar                | 8   | 21 | 1  | 5 | 15 | 9  | 48 | -39 |                                                             |

↑¹  O College Europa Football Club tem vaga garantida na Liga Europa da UEFA de 2015–16 por ter sido campeão da Copa de Gibraltar 2015.

### Premiação
| Campeão Premier Division 2014-15 |
| -------------------------------- |
| Lincoln Red Imps (20º título)    |